# Das Zeitalter der Renaissance
Das Zeitalter der Renaissance : ausgewählte Quellen zur Geschichte der italienischen Kultur ist eine der Renaissance gewidmete Buchreihe mit ausgewählten Quellentexten zur Geschichte der italienischen Kultur, die seit 1910 in Jena im Verlag Eugen Diederichs in zwei Serien erschien, die zweite von 1914 bis 1928. Sie wurde von Marie Herzfeld (1855–1940) herausgegeben.

## Bände
Erste Serie
Die Hauptstätten der Renaissance, einige Persönlichkeiten und Querschnitte durch die gesamte Kultur
- 1/1 Chronik von Perugia 1492–1503 / Francesco Matarazzo. 1910 (Digitalisat) (auch 1925) (Digitalisat)
- 1/2 Brief an die Nachwelt: Gespräche über die Weltverachtung ; Von seiner und vieler Leute Unwissenheit / Francesco Petrarca. 1910 (Digitalisat) (auch 1925)
- 1/3 Briefe / Pius II. 1911 (Digitalisat)
- 1/4 Alfonso I. – Ferrante I. von Neapel : Schriften von Antonio Beccadelli, Tristano Caracciolo, Camillo Porzio / Hermann Hefele. 1912 (auch 1925) (Digitalisat)
- 1/5 & 1/6 Ein florentinisches Tagebuch, 1450 – 1516 : nebst einer anonymen Fortsetzung, 1516 – 1542 / Luca Landucci. Übers. und eingel. von Marie Herzfeld, 2 Bände 1912 (Digitalisat), 1913 (Digitalisat)
- 1/7 Leben des Filippo Maria Visconti / Pier Candido Decembrio. 1913 (Digitalisat) (Digitalisat)
- 1/8 Römisches Tagebuch / Stefano Infessura. 1913
- 1/9 Drei italienische Lustspiele aus der Zeit der Renaissance. 1914 (La Cassaria, Aridosia, Mandragola / L. Ariosto, Lorenzino de’ Medici, N. Machiavelli) (Digitalisat) (Digitalisat)
- 1/10 Briefe / Alessandra Strozzi. Hrsg. u. eingel. von Alfred Doren 1927

Zweite Serie
Florenz von der Zeit Dantes bis zum Prinzipat der Medici
- 2/1 Chronik des Dino Compagni von den Dingen, die zu seiner Zeit geschehen sind / Dino Compagni. 1914 (La cronica di Dino Compagni delle cose occorenti nei tempi suoi) (Digitalisat) (Digitalisat)
- 2/2 Lebensbeschreibungen berühmter Männer des Quattrocento / Vespasiano da Bisticci. 1914 (Digitalisat)
- 2/7 Camaldolensische Gespräche / Cristoforo Landino. 1927 (Digitalisat)
- 2/10 Hieronymus Savonarola: Auswahl aus seinen Schriften und Predigten / Girolamo Savonarola. 1928 (Übers. Joseph Schnitzer) (Digitalisat)

## Nicht erschienene Bände
Nur 14 der angekündigten 24 Bände sind erschienen.